# Rüdiger Kruse
Rüdiger Kruse (né le 10 juin 1961 à Hambourg) est un homme politique allemand, membre de l'Union chrétienne-démocrate d'Allemagne (CDU) et député de la CDU au Bundestag de 2009 à 2021.

## Engagement politique
De 2001 à 2009, Rüdiger Kruse est député au Parlement de la Ville-Etat de Hambourg. Membre de la CDU depuis 1977, il devient en 2006 président local de la CDU Lokstedt-Niendorf-Schnelsen (Hambourg).
Lors des élections législatives allemandes de 2009, Rüdiger Kruse remporte la circonscription Hamburg-Eimsbüttel.
Rüdiger Kruse devient le rapporteur de la CDU pour la Culture et les Médias au sein de la commission du budget. Rüdiger Kruse est également membre de la commission de contrôle des comptes publics, chargé de l’examen des contrats passés par le Ministère de la défense et membre du comité parlementaire pour le développement durable.
En mars 2015, Rüdiger Kruse devient le chargé des affaires maritimes de la CDU. Il intègre un mois plus tard la commission de l’économie et de l’énergie.

## Carrière professionnelle
Rüdiger Kruse prend en 1989 la direction de l’association de protection de la forêt allemande (SDW) à Hambourg,. Il gère depuis sa création en 2011 le Wälderhaus, un projet dont l’architecture met en valeur les potentialités du bois dans la construction moderne.

## Positions
Rüdiger Kruse est membre du Kunstbeirat du Bundestag, le comité chargé de soutenir la création artistique allemande en investissant dans l’art contemporain. En novembre 2014, grâce à l’engagement conjoint de son homologue Johannes Kahrs (SPD), il obtient du Bundestag 200 Millions d’euros pour la création d’un nouveau musée d’art moderne à Berlin.